# Liens du sang
Pour les articles homonymes, voir Liens de sang.
Liens du sang (titre original : Bloodline) est un roman de science-fiction de Claudia Gray s'inscrivant dans l'univers étendu de Star Wars. Publié aux États-Unis par Del Rey Books en 2016, puis traduit en français et publié par les éditions Pocket en 2017,, il se déroule vingt-huit ans après la bataille de Yavin.

## Résumé
28 années se sont écoulées depuis la bataille de Yavin, qui conduira à la chute de l'Empire. La princesse Leïa, ancienne égérie de la rébellion, est devenue un repère au sein de la Nouvelle République. 
Alors qu'elle envisage de se retirer de la vie politique, une menace se profile. Dans le même temps Sénat espère lever les clivages existants par l'élection d'un Premier Sénateur, à l'autorité forte. 
Face à cette perspective, Leïa ne peut rester sans agir, pour cela elle s'adjoint l'aide d'un jeune sénateur, Ransolm Casterfo.

## Personnages
- Leïa Organa, sénatrice de la Nouvelle République
- Ransolm Casterfo, sénateur de la Nouvelle République
- Poe Dameron, pilote de la Nouvelle République
- Han Solo, héros de guerre contre l'Empire